# 4
 Тази статия е за четвъртата година от новата ера.  За числото четири вижте 4 (число).  За други значения вижте 4 (пояснение).
4 (четвърта) година е високосна година, започваща във вторник или обикновена година, започваща в сряда.

## Събития
- 21 февруари: Гай Цезар, наследник на императора, е ранен в Армения. Той умира по пътя за Рим.
- 26 юни: След смъртта на двамата осиновени синове Луций Цезар и Гай Цезар, император Август осиновява доведения си син, 42-годишния Тиберий Клавдий Нерон („Тиберий“). Той осиновява 19-годишния Нерон Клавдий Германик („Германик“).

## Починали
- Гай Цезар – внук на Октавиан Август (* 20 пр.н.е.)
- Теренция – съпруга на Цицерон (* 98 пр.н.е.)